# Mocsáry Antal
Bocsári Mocsáry Antal (Bozók, 1757. szeptember 18. – Lapujtő, 1832. május 24.) író, költő, monográfus.

## Élete
1757 szeptember 18-án született a Hont vármegyei Bozókon.
Apja Mocsáry Antal (bocsáry) főszolgabíró, császári-királyi kapitány, anyja Petrók Franciska volt.
1790-ben lett Nógrád vármegye főszolgabírája, majd 1800-ban főbiztossá választották meg, több megyének is táblabírája volt.
Felesége nagyréti Darvas Mária volt, kinek 1803-ban bekövetkezett halála után teljesen visszavonult a közélettől és apja nógrádi birtokán Lapujtőn telepedett le, és ez időtől kezdve csak az irodalomnak és a tudománynak élt.
Barátság fűzte Fáy Andráshoz, Vitkovics Mihályhoz és Kazinczy Ferenchez, kiknek barátsága ösztönzően hatott költészetére is. Versei a kor folyóirataiban jelentek meg.
Nógrádban, Lapujtőn, 1832 május 24-én érte a halál.

## Főbb művei
- Egy római történet (1804)
- A tisztelt barátság (verses történet 1805)
- A Vág vizének áradása (verses történet 1813)
- Nemes Nógrád vármegyének historiai, geografiai és statisztikai ismertetése (1826)